# Bonnat
Bonnat é uma comuna francesa na região administrativa da Nova Aquitânia, no departamento de Creuse. Estende-se por uma área de 45,79 km². Em 2010 a comuna tinha 1 352 habitantes (densidade: 29,5 hab./km²).